# Ghoreta
Ghoreta – gaun wikas samiti w zachodniej części Nepalu w strefie Bheri w dystrykcie Surkhet. Według nepalskiego spisu powszechnego z 2001 roku liczył on 432 gospodarstw domowych i 2814 mieszkańców (1395 kobiet i 1419 mężczyzn).